# Martin Bonhoeffer
Martin Klaus Anton Bonhoeffer (* 29. März 1935 in Leipzig; † 5. April 1989 in Tübingen) war ein deutscher Sozialpädagoge und Heimerziehungsreformer. Er war Teil eines Netzwerkes, in dem sexualisierte Gewalt gegen Kinder und Jugendliche legitimiert und verdeckt wurde.

## Leben und beruflicher Werdegang
Martin Bonhoeffer war der jüngste Sohn von Karl-Friedrich Bonhoeffer und dessen Frau Margarete von Dohnanyi. Er war ein Neffe von Dietrich Bonhoeffer. 1954 legte Martin Bonhoeffer in Göttingen das Abitur ab. Danach absolvierte er ein Praktikum in einem Privatkinderheim für Berliner Fürsorgezöglinge in Detmold. Die dort gemachten negativen Erfahrungen prägten ihn nach eigener Aussage in Bezug auf seinen späteren Berufswunsch. Dennoch begann er auf Wunsch des Vaters zunächst ein Jurastudium. 1955 begann er ein einjähriges Praktikum im von Andreas Mehringer geleiteten Münchner Waisenhaus, das zu dieser Zeit als Musterbeispiel für eine Reform der Anstaltserziehung galt. Nach dem Tod des Vaters im Jahr 1957 wechselte Martin Bonhoeffer schließlich vollständig zur Pädagogik und studierte im Göttinger Pädagogischen Seminar beim Pädagogen und Psychologen Heinrich Roth, dessen Hilfskraft er zeitweise war. Dort lernte Bonhoeffer auch den späteren Leiter der Odenwaldschule Gerold Becker kennen. Einen Studienabschluss erreichte Bonhoeffer nicht und eine begonnene empirisch ausgerichtete Dissertation über die Heimerziehung in Westdeutschland blieb unvollendet.
1969 wurde Bonhoeffer Referent beim Berliner Senat für zentrale Heime (später für Heimplanung) beim Landesjugendamt Westberlin. Dort führte er die Fachaufsicht über die Westberliner Heime und war an der Erarbeitung pädagogischer Modelle beteiligt. Er wirkte federführend am Zwischenbericht der Kommission Heimerziehung mit. Zugleich betätigte er sich stark sozialpädagogisch und wirkte direkt auf einzelne Heime als auch auf einzelne Jugendliche ein, was nicht zu seinen dienstlichen Aufgaben zählte, aber offenbar geduldet wurde. Im Jahr 1976 wechselte Bonhoeffer durch Vermittlung von Hans Thiersch nach Tübingen, um die Leitung der Sozialtherapeutischen Wohngruppen für benachteiligte Kinder und Jugendliche zu übernehmen. Hierbei konnte er auf Beziehungen setzen, die er bereits in seiner Göttinger Zeit knüpfte. Bonhoeffer zog gemeinsam mit seiner Mutter in eine der Wohngruppen und lebte dort gemeinsam mit drei Kindern bzw. Jugendlichen. Nach Angaben eines Zeitzeugen vertrat er das Ideal, dass „ein guter Erzieher auch sein Privatleben mit seinen Zöglingen teilt“.
Bonhoeffer trieb die Reform der Heimerziehung in Deutschland in den Jahren 1969 bis 1982 voran und wies ihr zugleich die Richtung. Von Zeitzeugen wurde ihm zudem wiederholt eine Art von „Nimbus“ oder „natürliche Autorität“ zugeschrieben.
1982 erlitt Bonhoeffer, gerade 47 Jahre alt, einen Schlaganfall, von dem er sich nicht mehr erholte: Er war bis zu seinem Tod 1989 auf Pflege angewiesen.

## Vorwürfe im Zusammenhang mit Pädophilie und sexualisierter Gewalt
2010 erhob ein Schüler im Zusammenhang mit den Missbrauchsskandalen an der Odenwaldschule auch gegen Bonhoeffer den Vorwurf der sexuellen Belästigung. 2014 wurde der Vorwurf einer Pädophilie seinerseits von der ehemaligen Heimschülerin der Odenwaldschule und heutigen Film-Regisseurin Elfe Brandenburger wiederholt. Mit dem ehemaligen Leiter der Odenwaldschule verband Bonhoeffer eine Freundschaft, deren Intensität nicht zu rekonstruieren ist. Nach Auskunft von Zeitzeugen führten beide regelmäßig lange, meist nächtliche Telefongespräche. Nachgewiesen ist zudem, dass Jugendliche aus Berlin durch Bonhoeffer an die Odenwaldschule vermittelt wurden. Zudem haben Becker und Bonhoeffer mit Jugendlichen Urlaubsfahrten unternommen.
Die Tübinger Jugendhilfeeinrichtung mit dem heutigen Namen kit Jugendhilfe, deren Leitung Bonhoeffer von 1976 bis 1982 innehatte, war von 1991 an nach ihm benannt. Im Jahr 2020 legte die Einrichtung aufgrund der erhobenen Vorwürfe gegen Bonhoeffer dessen Namen ab.
In einem 2024 erschienenen Bericht einer Forschungsgruppe der Universität Hildesheim wird Bonhoeffer als einer der „zentrale[n] Akteure eines Beziehungsgeflechts“ bezeichnet, in dem sexualisierte Gewalt an Kindern und Jugendlichen ausgeübt wurde. Bonhoeffer wird zu einer Gruppe von als „bystander“ bezeichneten Personen gezählt, die „entweder von sexualisierten Übergriffen Kenntnis hatten oder über Wissen verfügten, dass es zu sexualisierten Übergriffen gekommen ist, dieses aber nicht problematisierten“ und „die dazu beitrugen, sexualisierte Gewalt im Zuge von Befreiungsrhetoriken, Neuausrichtungen oder sog. ‚Experimenten‘ zu legitimieren und zugleich zu verdecken“. Zusammen mit Gerold Becker nutzte er seine berufliche Position im Rahmen eines Netzwerks, das Heimkinder Päderasten zur Fürsorge anvertraute. Es ist unklar, inwiefern Bonhoeffer selbst pädophile Neigungen hatte oder sexuelle Gewalt ausübte, jedoch hat er „sexuelle Handlungen zwischen Erwachsenen und Kindern zumindest geduldet, wenn nicht sogar aktiv befördert.“

## Schriften
- Das Haus auf der Hufe. In: Neue Sammlung, Heft 1, 1965
- Forschungsaufgaben in der Heimerziehung. In: Neue Sammlung, Heft 2, 1966
- Totale Heimerziehung oder begleitende Erziehungshilfen. In: Neue Sammlung, 1967, S. 470–478
- Personale Organisation im Heim – emotionale Desorientierung für Kinder. In: Neue Sammlung, Heft 4, 1973
- Kinder in Ersatzfamilien: Sozialpädagogische Pflegestellen; Projekte und Perspektive, zur Ablösung von Heimen. Klett, Stuttgart 1974 (2. Auflage 1980), ISBN 3-12-921330-9
- Zerbrechen die Heime an der modernen Arbeitszeitregelung? In: Unsere Jugend, Heft 5, 1977
- Kommission Heimerziehung, Internationale Gesellschaft für Heimerziehung (Hgg.): Zwischenbericht Kommission Heimerziehung der Obersten Landesjugendbehörden und der Bundesarbeitsgemeinschaft der Freien Wohlfahrtspflege. Heimerziehung und Alternativen; Analysen und Ziele für Strategien. Internationale Gesellschaft für Heimerziehung, Sektion Bundesrepublik Deutschland, Frankfurt/Main 1977